# Casa per vacanza

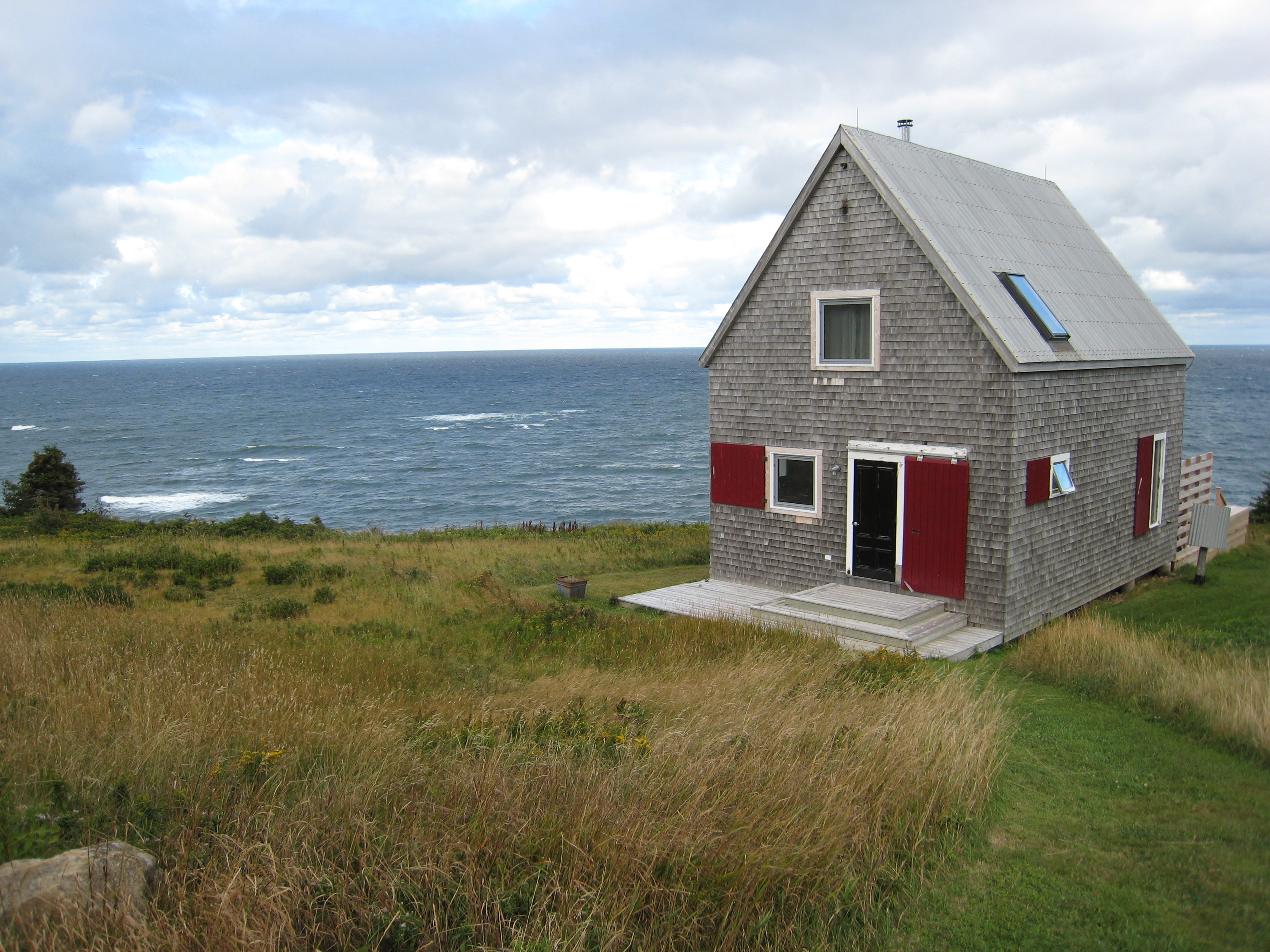
Cottage in affitto a Isola del Capo Bretone, in Canada

La casa per vacanza è una struttura ricettiva extra alberghiera che prevede l'affitto temporaneo a turisti di un appartamento o una casa arredati in alternativa all'hotel. La definizione più diffusa a livello mondiale è quella utilizzata negli Stati Uniti di vacation rental.
In Europa il termine villa in affitto o per vacanze è usato più frequentemente per l'affitto di case isolate in luoghi con climi caldi.
Altre definizioni usate sono alloggi con uso di cucina, affitti per vacanza (nel Regno Unito), villetta per vacanze (per l'affitto di piccoli alloggi in campagna) e casette (nelle zone rurali della Francia).
Le case per vacanza sono state, nel ventesimo secolo, l'opzione più diffusa per viaggiare a basso costo in Europa e specialmente nel Regno Unito, oltre che negli Stati Uniti e in Canada, si stanno diffondendo in tutto il mondo. 
In Inghilterra si è soliti affittare le cosiddette "seahouse" in riva al mare.

## Caratteristiche
Sono proprietà private completamente arredate, siano esse villa per le vacanze, appartamento, casa rurale, condominio, casa di città, casa di famiglia o per singolo. In virtù di ciò l'offerta è ampia e incoerente (dal monolocale spartano alla villa lussuosa) consentendo quindi una scelta molto diversificata.
Nelle zone rurali la formula ricettiva dell'agriturismo può comprendere la partecipazione alle attività tipiche di una fattoria (lavoro agricolo, contatto diretto con gli animali) o un affitto di tipo più convenzionale che è solo la sistemazione logistica in un contesto agricolo.
Il turista programma la sua vacanza anche molto tempo prima e prenota conseguentemente la sistemazione che in genere ha durata settimanale per le zone rurali e nelle località marine mentre può essere per intervalli minori di tre o anche una sola notte nelle città.
Le case per vacanza variano secondo il budget disponibile. Nel caso di viaggiatori con budget elevati sono disponibili costose ville private nelle località più desiderabili del mondo, con tutte le comodità presenti nelle strutture alberghiere di lusso, tali da soddisfare qualsiasi loro esigenza. Alcune case vacanze, in particolare condomini o appartamenti, offrono alcuni servizi simili a quelli degli alberghi. All'altra estremità sono presenti offerte quali il noleggio di camper e motorhome.

## Luoghi di diffusione
L'offerta di case per vacanza, che è presente nella maggior parte degli stati dell'America settentrionale, è prevalente nelle maggiori aree turistiche quali la Florida, le Hawaii, la California e altre zone costiere con spiagge, dove possono essere indicate anche come case al mare, molte delle quali sono in affitto piuttosto che in proprietà e vengono sub-affittate per brevi periodi.
In Europa sono invece particolarmente ricercate le ville per vacanze, soprattutto in Spagna, Grecia, Italia e Turchia. In Francia, sono più ambite le gîtes, casette di campagna.
Il mercato più vasto a livello mondiale è quello europeo mentre la destinazione più ambita negli Stati Uniti sono le ville della Florida, anche per gli europei.

## Confronto con le altre strutture extra-alberghiere
Esiste una grande varietà di strutture extra-alberghiere similari, le più diffuse sono: i residence, le case per ferie, le multiproprietà, gli ostelli per la gioventù, le case religiose di ospitalità, le residenze d'epoca extra-alberghiere, gli agriturismi, i bed and breakfast e gli affittacamere. Alcune di esse hanno caratteristiche strutturali e di servizio molto simili alle case per vacanza e le differenze sono di carattere gestionale e di regime fiscale, a seconda di come sono disciplinate nei vari paesi.
Gli hotel tradizionali in genere non comprendono case per le vacanze. Tuttavia, gli hotel con le più recenti formule a struttura polivalente, includono elementi come ville e condomini che possono essere affittati tramite l'hotel, direttamente dai loro proprietari o tramite agenzie.

## L'organizzazione dell'offerta

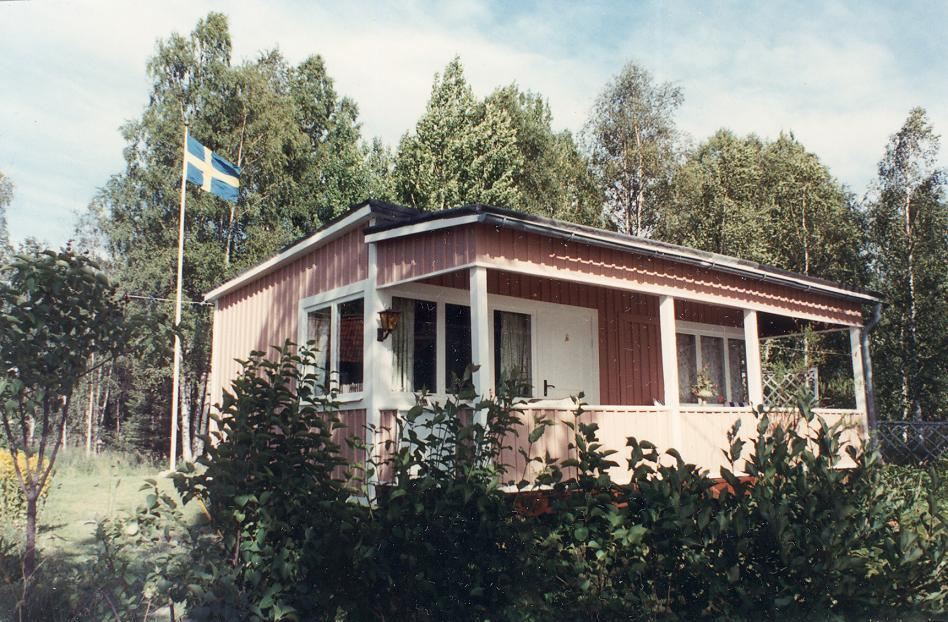
Casa vacanze a Ludvika, in Svezia

Le case per vacanza sono pubblicizzate attraverso un'agenzia o direttamente dal proprietario, di solito via Internet. Molti dei proprietari usano servizi di inserzione che con metodi standardizzati forniscono ai turisti la descrizione delle case corredata di fotografie, a cura del proprietario. Per facilitare i rapporti fra proprietario e affittuario i siti prevedono possibilità di interlocuzione diretta, al fine di stabilire le regole di pagamento, cancellazione e check-in/out. 
Esistono anche siti appositamente dedicati ad alcune particolari tipologie di case per vacanza quali abitazioni di lusso, in ambiente rurale, ecc.. Sono possibili anche forme di prenotazione diretta senza richiesta di assenso da parte del proprietario.
Se anche la gestione viene eseguita dalle agenzie, esse gestiscono le prenotazioni e la fatturazione per conto del padrone di casa, e non vi è alcun contatto diretto tra il cliente e il proprietario, inoltre i costi aggiuntivi sono applicati alle tariffe di affitto che sono più elevate.
Anche le agenzie di viaggio offrono la possibilità di affittare case vacanza per ampliare l'offerta di strutture nella località prescelta e le compagnie aeree low cost offrono ai loro clienti oltre alle convenzioni per l'affitto di auto anche il soggiorno in case vacanza delle quali curano l'inserzione.).

## Rischi
Per gli affittuari è possibile che la descrizione dell'appartamento e del contesto esterno descritti dalle foto non corrispondano a quelli reali poiché sia la descrizione sia la documentazione fotografica sono curati dal proprietario. Si può verificare che le dimensioni non corrispondano a quelle effettive e che le foto rappresentino ambienti più ampi, maggiormente luminosi e con arredi differenti rispetto a quelli rappresentati. Analogamente può accadere che, con foto che rappresentano monumenti o spiagge o altri luoghi particolarmente attrattivi, si cerchi di simulare una vicinanza dell'appartamento che in realtà si trova in tutt'altro contesto.
Al fine di ridurre le percentuali di rischio e assicurare una corrispondenza fra quanto richiesto e l'offerta dichiarata dai proprietari, i siti più importanti nei quali vengono fatti gli annunci, non potendo verificare direttamente la veridicità delle descrizioni, hanno istituito un sistema di recensioni che consente di leggere il giudizio dei precedenti affittuari e per i proprietari quello sul comportamento dei precedenti affittuari.
Per i proprietari uno dei principali rischi è il mancato rispetto dei termini di pagamento, sia per la prenotazione sia per il saldo.
Può accadere che siano danneggiati gli arredi ed è previsto che l'affittuario debba rifondere il danno.

## Legge italiana
Le case per vacanza in Italia sono disciplinate dalle leggi regionali che recepiscono la Legge 29 marzo 2001, n. 135 - "Riforma della legislazione nazionale del turismo" e in particolare il Decreto del Presidente del Consiglio dei Ministri 13 settembre 2002 “Recepimento dell'accordo fra lo Stato, le regioni e le province autonome sui principi per l'armonizzazione, la valorizzazione e lo sviluppo del sistema turistico” che all'art. 1, comma 2, lettera b), individua le tipologie di imprese turistiche operanti nel settore e delle attività di accoglienza non convenzionali, fra le quali le case e appartamenti per vacanze. Lo stesso Decreto stabilisce che tali attività siano indirizzate prevalentemente ai non residenti e finalizzate all'uso del tempo libero, al benessere della persona, all'arricchimento culturale, all'informazione, la promozione e la comunicazione turistica, ove non siano di competenza di altri comparti.